# Monasterio de Bonrepòs

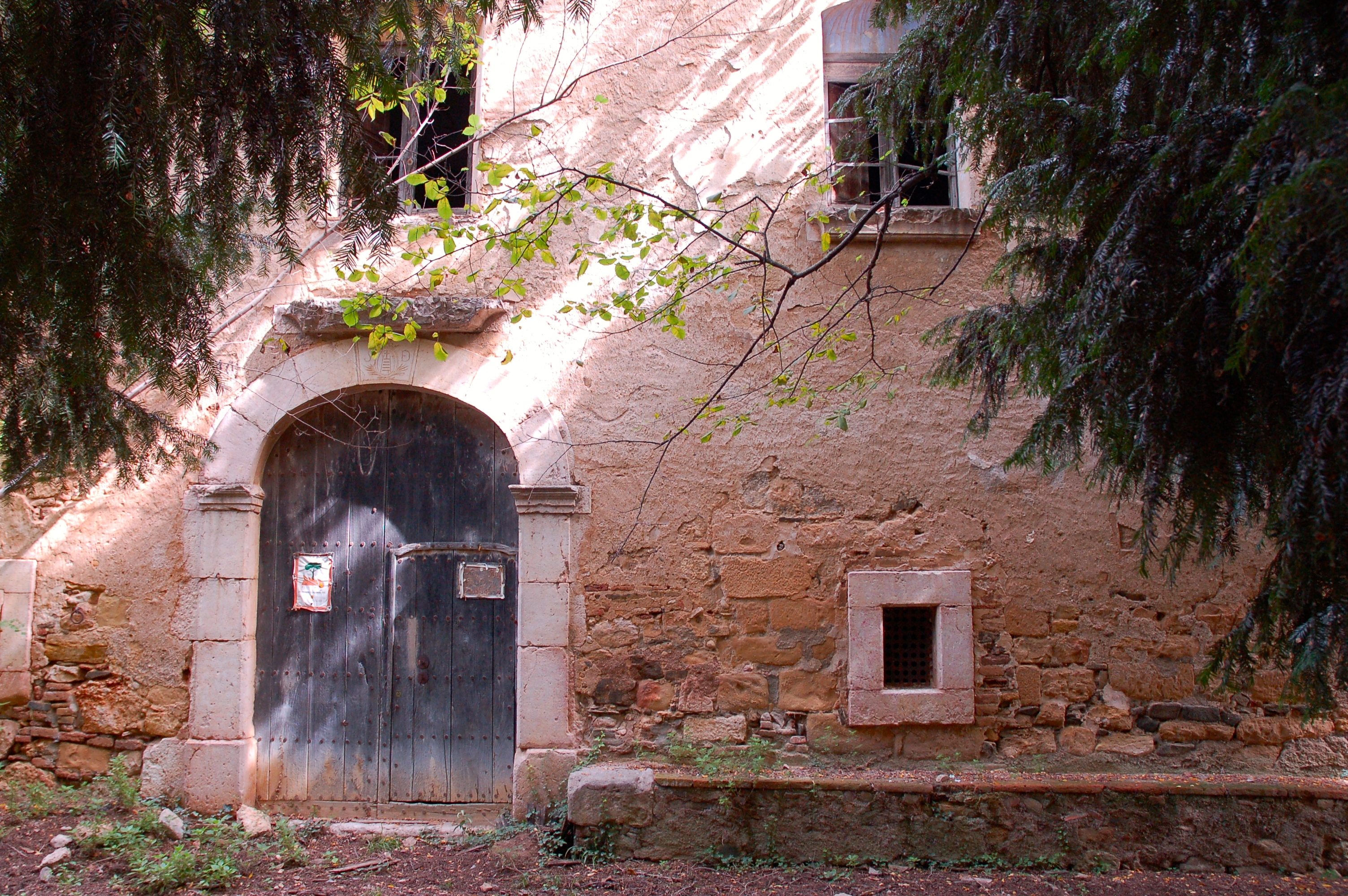
Mas de Sant Blai (antiguo monasterio de Bonrepós)

El monasterio de Bonrepòs es un antiguo cenobio femenino situado en la localidad española de La Morera de Montsant, en la comarca catalana de El Priorato. 

## Historia
Ya antes de la fundación del cenobio existieron en el lugar pequeñas comunidades religiosas (entre los años 1180 y 1190). El monasterio fue fundado en el año 1215. La primera de las abadesas fue Anglesola y la primitiva comunidad estaba formada por trece religiosas procedentes de la ermita de Santa María de Montsant. El monasterio funcionaba como filial del de Vallbona. Años más tarde, en 1245, la comunidad había aumentado hasta 35 monjas.
Quedó bajo la protección de los condes de Urgel. Diversos reyes, como Pedro II, Alfonso I o Martín I le concedieron tierras y privilegios. El periodo de máximo esplendor del monasterio fue durante los siglos XIII y XIV. En esta época, numerosas hijas de familias ilustres ingresaron en el cenobio. La segunda esposa del rey Martín I, Margarita de Prades, se convirtió en abadesa de Bonrepòs en 1428, época en la que empezó el declive del cenobio. 
En 1452 solo quedaban ocho monjas en el monasterio. Se decidió trasladar la comunidad hasta Vallbona y ceder todos los bienes al monasterio de Santes Creus. La decisión fue protestada por la Cartuja de Escaladei que reclamaba los derechos sobre las tierras. En 1473 se acordó que monasterio y tierras pasaban a Escaladei mientras que los objetos de culto y el archivo quedaban en manos de Santes Creus. A partir de esa fecha cesó la actividad monacal y el monasterio quedó convertido en una explotación agrícola.

## Edificio
Quedan muy pocos restos del antiguo monasterio en el lugar conocido como Mas de Sant Blai. Se puede ver aún la antigua capilla del convento, convertida en bodega. Todo el recinto fue restaurado en el siglo XIX por lo que los vestigios del edificio primitivo son mínimos.